# 石川名継
石川 名継（いしかわ の なつぐ）は、奈良時代の貴族。官位は従五位上・治部少輔。

## 経歴
称徳朝の天平神護3年（767年）従五位下・越前介に叙任されるが、まもなく当時権力を握っていた道鏡の一族である弓削牛養に越前介の官職を取って代わられ、名継は員外介に転じる。
宝亀元年（770年）光仁天皇の即位後まもなく丹波介に任ぜられる。宝亀3年（772年）従五位上に昇叙され、宝亀5年（774年）には治部少輔として京官に遷っている。

## 官歴
『続日本紀』による。
- 時期不詳：正六位上
- 天平神護3年（767年） 正月18日：従五位下。8月11日：越前介。8月21日：越前員外介
- 宝亀元年（770年） 10月23日：丹波介
- 宝亀3年（772年） 正月3日：従五位上
- 宝亀5年（774年） 3月5日：治部少輔